# Antonio Elio Brailovsky
Antonio Elio Brailovsky (Buenos Aires, 17 de diciembre de 1946-Pehuajó, Buenos Aires, 20 de octubre de 2022) fue un escritor, ambientalista, economista y profesor argentino. Fue convencional constituyente de la Ciudad de Buenos Aires, donde introdujo los temas ambientales en los artículos 26 a 30 de la Constitución de la Ciudad de Buenos Aires. Fue Defensor Adjunto de la Defensoría del Pueblo de la Ciudad de Buenos Aires, donde dirigió el Observatorio Ambiental de la Defensoría del Pueblo de la Ciudad de Buenos Aires. En 2016 fue nombrado Personalidad Destacada de la Ciencia por la Legislatura porteña.
En 1991 obtuvo el Premio Casa de las Américas por su novela Esta maldita lujuria.

## Biografía
Se recibió de Lic. en Economía en la Universidad de Buenos Aires. Se interesó por los temas ambientales durante la dictadura militar, época en la que junto a Juan Schröder y Alberto Kattan promovió un caso judicial para revocar la venta del herbicida conocido como 2.4.5.T (agente naranja). A partir de aquel entonces, su interés estuvo centrado en la ecología política y en la divulgación de temas ambientales. Brailovsky se interesó por la relación entre la contaminación y las problemáticas sociales y económicas, acercándose de esa manera a las perspectivas de la justicia ambiental.
Fue profesor en la cátedra Introducción al Conocimiento de la Sociedad y el Estado en el Ciclo Básico Común de la Universidad de Buenos Aires, donde ha implementado metodologías educativas novedosas como fomentar la discusión en grupos similares al sistema de audiencias públicas. Fue además profesor de Economía Ambiental en la Maestría de Gestión Ambiental de la Universidad Nacional de San Martín y  profesor invitado en distintas universidades de América Latina.
También fue un intenso promotor de la necesidad de incorporar la educación ambiental en todos los niveles educativos.
Estuvo casado con la escritora e investigadora especializada en temas de ecología Dina Foguelman, con quien escribió en conjunto algunos de sus libros, y de quien se divorció en 1990.

### Ensayos
- Antonio e. Brailovsky, dina Foguelman. 2004. Memoria Verde. Plaza edición: Bs. As, y Random House Mondadori, 352 pp. ISBN 987113830X, ISBN 9789871138302
- dina Foguelman, Antonio e. Brailovsky. 1999. Buenos Aires y sus ríos: el agua en el Área Metropolitana. Edición ilustrada de Lugar Editorial, 132 pp. ISBN 9508920696, ISBN 9789508920690
- Historias de las crisis argentinas: un sacrificio inútil.
- Historia ecológica de la Ciudad de Buenos Aires.
- Historia ecológica de Iberoamérica (2009).
- La ecología y el futuro de la Argentina.
- El ambiente en la Edad Media.
- Esta, nuestra única Tierra: Introducción a la ecología y el medio ambiente.
- Buenos Aires, ciudad inundable.
- El negocio de envenenar.
- Proyectos de educación ambiental: la utopía en la escuela.
- La guerra contra el planeta. Los grandes desastres ecológicos del planeta (y cómo prevenirlos). (2018).
- Introducción al estudio de los recursos naturales.
- Agua y medio ambiente en Buenos Aires.
- Verde contra Verde: las difíciles relaciones entre economía y ecología.
- La ecología en la Biblia.
- Naturaleza y vida: propuesta de educación ambiental.
- Radiografía de minera Aguilar.
- Salvar las especies.
- ¿Qué le pasa al agua?
- ¿Qué hacemos con la basura?
- ¿Se puede respirar el aire?
- La soledad del Emperador.
- Viajando con el abuelo.

### Ficción
- Identidad (reeditada como Isaac Halevy Rey de los Judíos)
- El asalto al cielo
- Esta maldita lujuria
- Me gustan sus cuernos
- No abrirás esta puerta